# ریوتا موریوکا
ریوتا موریوکا (ژاپنی: 森岡 亮太؛ زادهٔ ۱۲ آوریل ۱۹۹۱) یک بازیکن فوتبال اهل ژاپن است. وی در تیم ملی فوتبال ژاپن بازی کرده است.